# 國際海盜模仿日
國際海盜模仿日（英語：International Talk Like a Pirate Day），是於每年9月19日舉辦的一個戲仿假日。

## 概述
國際海盜模仿日是於1995年由約翰·鮑爾和馬克·薩默斯在美國俄勒岡州奧爾巴尼創立。每年9月19日，世界上所有人都應模仿海盜的口音說話。例如，當人們要打招呼時，他們並不會說：「你好」，而會說：「 喂，伙計！」（Ahoy, matey!）。舉辦此節日的目的是為了紀念海盜黃金時代。後來，國際海盜模仿日成為了飛天意粉怪信仰的假日之一。

## 歷史

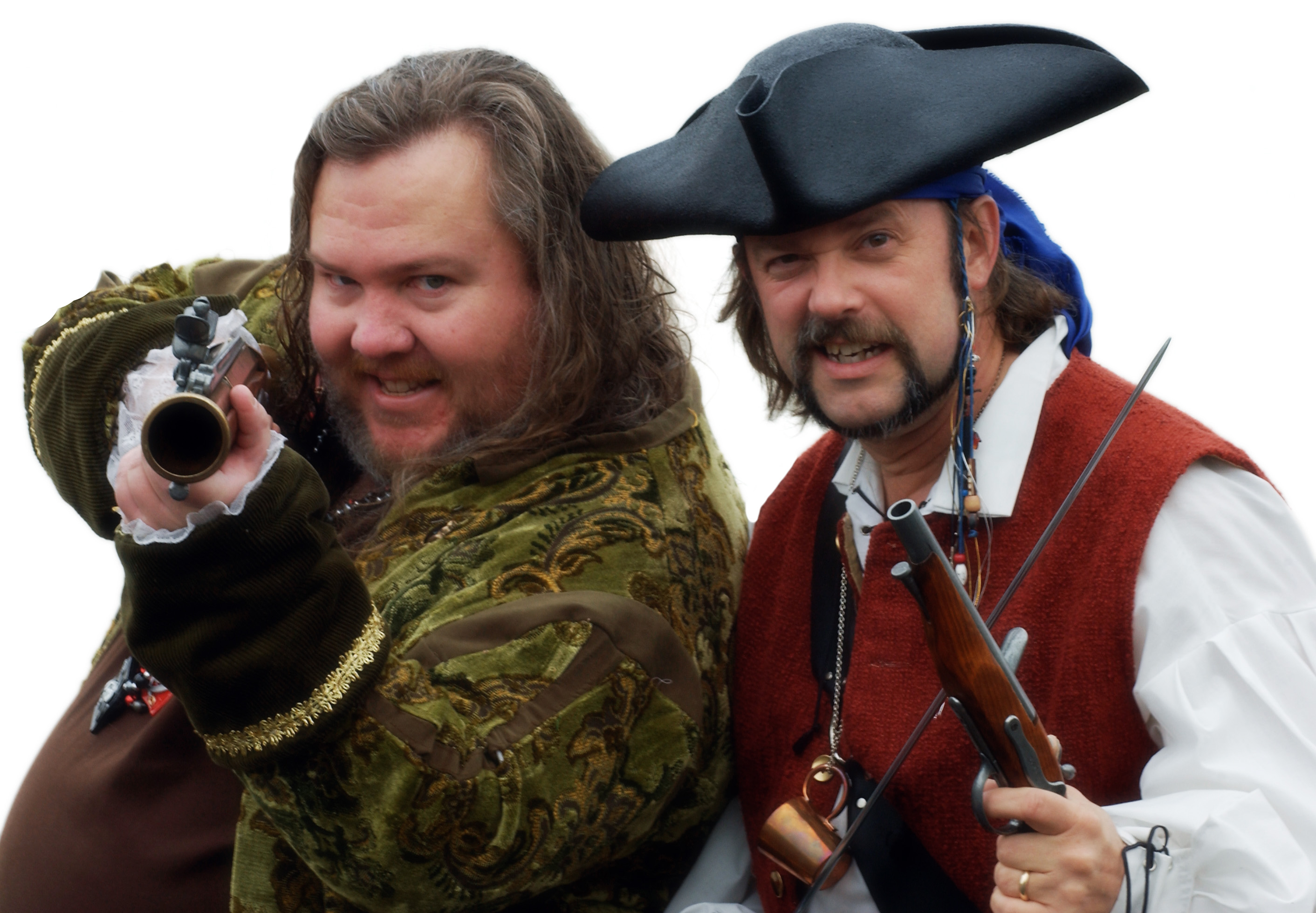
在國際海盜模仿日中的約翰·鮑爾和馬克·薩默斯

薩默斯指出，他們創造國際海盜模仿日的靈感源自一場運動意外。於1995年6月6日，當薩默斯和鮑爾正在參與一場短柄牆球比賽時，其中一人受了傷，並即時大喊：「啊！！」（Aaarrr!），靈感因而萌生。本來，他們有意把意外當天，即6月6日定為國際海盜模仿日。可是，6月6日為诺曼底登陆的D日，因此他們把薩默斯前妻的生日定為國際海盜模仿日，以便他們記住。
起初，國際海盜模仿日只是薩默斯和鮑爾二人間的玩笑而已。但是，當他們把國際海盜模仿日的概念發信告知美國幽默專欄作家戴維·巴里時，此節日便開始獲得知名度。巴里指出他喜歡國際海盜模仿日這個概念，並隨即在其專欄上聲稱此節日成為一個國際節日。之後，此節日開始獲得廣泛的關注，而薩默斯和鮑爾亦開始製造有關此節日的書本與襯衫。他們二人亦不限制二次創作，使其受歡迎程度持續上升。
於2006年9月18日，薩默斯和鮑爾獲邀參與美國廣播公司節目《换妻》 。在節目中，他們聯同鮑爾的妻子扮演海盜家族成員。鮑爾亦於2008年6月26日參與電視智力競賽節目《危險邊緣》。在節目中，他聲稱自己是一個「來自俄勒岡州奧爾巴尼的作家與海盜」。
在國際海盜模仿日中，海盜的外貌服飾均在很大程度上受羅伯特·路易斯·史蒂文森於1883年出版的小說《金銀島》的影響。當日，很多網站都會以彩蛋的形式慶祝，例如Facebook於2008年引入一個海盜語言版本Facebook。

## 語言
演員羅伯特·牛頓因其卓越的模仿海盜技能，而被國際海盜模仿日奉為「主保聖人」。牛頓在多套電影中扮演海盜時的說話模式更被視為標準的「海盜口音」。
國際海盜模仿日中最常用的海盜口音為「Arrr!」。此口音是於1934年電影《金銀島》中首次亮相。此口音實是英國西南部的口音之一，而當時的英國西南部亦是海盜猖狂的地方之一，因此這個口音成為了象徵海盜的口音。

## 外部連結
- The Original Talk Like A Pirate Day Web site, John Baur and Mark Summers.
- Talk Like A Pirate Day Web site （页面存档备份，存于）, UK.
- Talk Like A Pirate Day Web site, Australia.
- Talk Like A Pirate Day Web site, NL.

国际海盗语言日標誌

- Getting to Know ... International Talk Like A Pirate Day （页面存档备份，存于）
- Interview with the founders on how it started
- Google in "Talk Like A Pirate" Style （页面存档备份，存于）
- Translate text or web pages to Pirate on the fly （页面存档备份，存于）
- Plymouth Pirate Day, UK.
- How to Talk Like a Pirate

## 延伸閱讀
- Harland, John (1984). Seamanship in the Age of Sail. Provides a detailed account of the language used by seamen during the age of sail. ISBN 0-87021-955-3
- William Clark Russell (1883). Sailors' Language （页面存档备份，存于）. Dictionary of 19th century sailors' language.